# 아우토반 31호선
아우토반 31호선(독일어: Bundesautobahn 31)은 북해 근처의 도시인 엠덴에서 루르 지방까지 이어주는 독일의 연방 고속도로로, 총 연장은 240 km이다. 그리고 2004년 12월 정식으로 완공 및 개통되었던 것으로 드러난다. 또한 특이하게도 해당 고속도로는 네덜란드에 의해 프로젝트에 참여하게 되어 있었던 내력도 물론 가지고 있었다.